# Annie Walsh
Annie Walsh (1870–1880), coneguda amb el pseudònim de Battle Annie, va ser una criminal dels Estats Units i membre de la banda Gopher de Nova York.

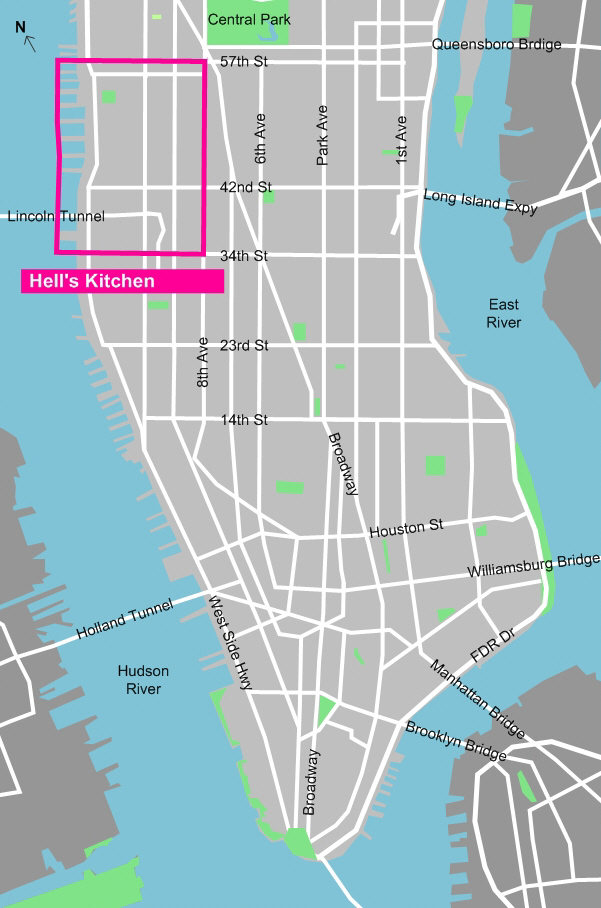
La premsa de l'època descrivia a Walsh com la "Reina de Hell's Kitchen", un barri de Manhattan

Es tractava d'una notòria figura criminal descrita a la premsa com "La reina de la Cuina de l'Infern" i "la més temuda llançadora de maons del seu temps".
Va ser la fundadora i líder del cos de dones auxiliars de la banda, les Lady Gophers, amb el quarter general al saloon Battle Row, de Mallet Murphy, on eren oficialment conegudes com el Club Social i d'Atletisme de les Dones de Battle Row. Va ser capaç de reunir una força d'entre 50 i diversos centenars de dones que, armades amb maces, van ser utilitzades com a membres de reserva en les lluites contra bandes rivals i la policia.
Walsh i el seu grup també van ser contractats per empreses i sindicats durant diversos conflictes laborals violents durant la dècada de 1870. Apareix com a personatge menor a la novel·la històrica del 2003 A Passionate Girl de Thomas J. Fleming.